# لیگ دسته دوم فوتبال ایران ۸۸-۱۳۸۷
لیگ دسته دوم فوتبال ایران ۱۳۸۷–۸۸ در فصل ۱۳۸۷–۸۸ با صعود ۴ تیم به لیگ آزادگان ۸۹–۱۳۸۸ به پایان رسید.